# Julian Wutschkow
Julian Dimitrow Wutschkow (bulgarisch Юлиан Вучков; * 31. Januar 1936 in Warna; † 22. September 2019 in Sofia) war ein bulgarischer Essayist, Publizist, Theaterwissenschaftler, Literatur- und Fernsehtheoretiker, Kritiker und Historiker.

## Leben und Wirken
Julian Wutschkow besuchte das Gymnasium in Chaskowo. Er studierte Theater- und Literaturwissenschaften. Seine Dissertation trug den Titel „Bulgarische Dramaturgie 1878–1944“, Българската драматургия (1878–1944). Zuletzt lebte er in Sofia.
Wutschkow moderierte zahlreiche TV-Shows, wo er vor allem durch eine vulgäre Ausdrucksweise auffiel und deshalb häufiger Gegenstand des Unterhaltungssektors war.
Lange Zeit wurde er fälschlicherweise mit dem Titel „Professor“ bezeichnet. Ab Oktober 2012 wirkte er tatsächlich als Professor an der Bibliotheks- und Informationstechnischen Universität in Sofia. Zudem war er von 1969 bis 1990 Chefredakteur der Theaterzeitschrift Teatăr (Театър) in Sofia.
Er starb am 22. September 2019 in Sofia.

## Fernsehshows
Julian Wutschkow arbeitete lange bei Kanal 1 (heute Bulgarisches Nationales Fernsehen – BNT) bei der TV-Sendung „Jeden Sonntag“ wo er die Sendung „Nahrung für die Seele“ gründete – eine Sendung über Philosophie und die menschliche Existenz. Später zog er zu SKAT, einem bulgarischen Fernsehsender, wo er seine Show in „Gedanken und Leidenschaften“ umbenannte und bis Ende 2008 moderierte.
Bis Februar 2009 war Wutschkow Moderator der Fernsehsendung „Zeiten und Sitten“ bei TV2. Die Sendung wurde live übertragen, die Gäste waren Musiker, die live ohne playback oder singback auftraten. Darüber hinaus gab es bei der Sendung die Möglichkeit, per Telefon mitzudiskutieren. Was jedoch einige Anrufer missbrauchten um wüste Beschimpfungen oder Sinnlosigkeiten loszuwerden. Auf diese reagierte der Professor häufig auf gleichem verbal niedrigen Niveau. Er führt eine Rubrik „Die Botschaften von Julian Wutschkow“ bei „Die Frauenzeitung“. Ende Februar 2009 wurde seine Show abgesetzt. Später zog er zu dem Fernsehsender BBT, wo er allerdings nur 4 Monate auf Sendung war. Wutschkow arbeitete zudem für Nova Television bei der Sendung Здравей, България als Moralischer Beobachter – einmal wöchentlich für 10 Minuten diskutierte er die Moral der bulgarischen Gesellschaft. Am 7. September 2010 hat er die Sendung „Zeiten und Sitten“ bei Kanal 3 wieder ins Leben gerufen. Zwei Jahre später verließ er den Fernsehsender wegen besserer Angebote.

## Bibliografie
- Bulgarische Dramatik 1944–1979.
- Die menschliche Welt oder Nahrung für die Seele. 2003, ISBN 954-430-902-0.
- Memoiren. 2010, ISBN 978-954-8657-26-6.
- Das Leben in Bulgarien durch meine Erinnerungen: Treffen mit merkwürdigen Menschen. 2005, ISBN 954-443-460-7.
- Höhepunkte in der Geschichte der bulgarischen Literatur. 1999, ISBN 954-8061-60-0.
- Kurze Geschichte der Weltdramaturgie. 1997, ISBN 954-430-543-2.
- Theorie der Kunstkultur. 2000, ISBN 954-430-713-3.
- Die Kunst zu leben. 1984.
- Artmanagement. 2002, ISBN 954-494-482-6.
- Die Rätsel der Liebe. 1996, ISBN 954-604-037-1.
- Die Absprüche des Lebens. 1995.
- Das Theater – Realität und Magie. 1986.
- Bulgarische Dramaturgie (1856–1878). 1989.
- Theaterwelten. 1958.
- Das Fernsehen – Leben und Wunder. 1990.